# Calyptotheca janua
Calyptotheca janua is een mosdiertjessoort uit de familie van de Lanceoporidae. De wetenschappelijke naam van de soort is voor het eerst geldig gepubliceerd in 1929 door Livingstone.